# Кармалюк, Устим Якимович
Устим Якимович Кармалюк (Кармелюк, укр. Усти́м Яки́мович Кармалю́к (Кармелю́к); 27 февраля [10 марта] 1787, Головчинцы, Корона Королевства Польского — 10 [22] октября 1835, Коричинцы Шляховые, Подольская губерния) — украинский крестьянин, предводитель крестьянского движения на Подолье в 1813—1835 гг. Участники движения называли себя гайдамаками. Максим Горький назвал его «украинским Робин Гудом».

## Биография
Крепостной крестьянин Савастиян Карманюк (впоследствии Устим Кармалюк или Кармелюк) родился в феврале—марте 1787 года в селе Головчинцы Барского староства (укр. Барське староство) Летичевского повета Подольского воеводства Малопольской провинции Короны Королевства Польского Речи Посполитой, ныне село Кармалюково — административный центр Кармалюковского старостинского округа Жмеринской городской общины Жмеринского района Винницкой области Украины.
Был крещён с именем Савастиян 27 февраля (10 марта) 1787 года в Свято-Покровской (Покрова Пресвятой Богородицы) церкви с. Головчинцы. Дату крещения принято считать датой рождения, хотя оно могло произойти через несколько дней после рождения.
В разные годы в метрических книгах записан с разными схожими именами: 27 февраля (10 марта) 1787 — «Савастиян»; 28 января (9 февраля) 1806 — «Устиян», 8 (20) ноября 1806 — «Устиян», 1808 — «Августин», 4 (16) июня 1810 — «Іустиян», 24 января (5 февраля) 1811 — «Севастиян», 24 февраля (7 марта) 1812 — «Августин», 8 (20) мая 1815 — «Севастиян», 25 февраля (9 марта) 1821 — «Агустин».
Владел грамотой и понимал русский, польский языки и идиш.
В 1793 году, в результате Второго раздела Речи Посполитой Подольская земля вошла в состав Российской империи.
В возрасте 17 лет его забрали ко двору господина Пигловского. В 1806—1811 годах — дворовый человек помещика Андрея-Иосифа Пигловского. 
В 1812 году помещик записал Устима в рекруты царской армии. Служил в Харьковском драгунском полку (командир — майор Д. А. Миницкий).
В 1813 году дезертировал из полка. Он скрывался по лесам вместе с двоюродным братом Никитой Удодовым (Удодюком), тоже избегавшим рекрутства. Там и встретились с крестьянином из соседнего села Дубовое Иваном Ткачуком и со свояком Кармалюка дезертиром Данилой Хроном. В урочище Скала сохранилась Кармалюкова пещера, в ту пору служившая беглецам домом. В марте совершили нападение в с. Дубовом на сельских богачей Фёдора Шевчука и Ивана Сало (он умер через несколько дней после пыток). В июне они спалили винокурню помещика Пигловского, а самого помещика прилюдно побили батогами. Вскоре они были пойманы. Комиссия военного суда наказала их 500 ударами шпицрутенов и снова отправила служить в Крым. На пути к батальону Кармалюк и Хрон сбежали из-под стражи.
В 1814—1817 годах его отряд действовал в Летичевском, Литинском и Ольгопольском уездах Подольской губернии. В январе 1817 года был схвачен и доставлен в Каменец-Подольский. Во время следствия Кармалюк и Хрон долго открещивались от обвинений, а особенно — от убийства И. Сало. Тем не менее, вина была доказана. В сентябре 1818 года военный суд при Каменец-Подольском ордонанс-хаузе приговорил Кармалюка к смертной казни. Подольский военный губернатор Бахметьев заменил казнь на наказание 25-ю ударами плетью, клеймением и ссылкой в Иркутскую губернию на 10 лет каторжных работ.
В декабре 1818 года, во время пересылки Кармалюку удалось бежать из Вятской пересыльной тюрьмы. Возвратясь на Подолье весной 1819 года, продолжил борьбу. В 1821 году совершил нападение на экономию помещицы Поплинской. В феврале 1822 года его жертвой стал зажиточный хуторянин Павел Опаловский, отряд Кармалюка взял 2 тыс. золотых и четвёрку лошадей, а Опаловский умер от ран.
Осенью 1822 года Устим Кармалюк, намереваясь жить спокойной семейной жизнью, хотел переселиться в Черноморские степи, однако супруга Мария была против их выезда из родного села. Кармалюк совершил нападение на шляхтича Леська Базилицкого. Шляхтич Островский — эконом села Комаровцы выследил отряд Кармалюка, на следующий день Островский во главе 20 пеших и 15 конных при 5 ружьях преследовал отряд Кармалюка, потом к Островскому пришло подкрепление — 40 человек с несколькими ружьями, возглавляемое Феликсом Станиславским. Ими Кармалюк был схвачен в селе Галузины. Закованного в кандалы Устима доставили в Литин.
Во время следствия выдавал себя за австро-венгерского солдата-дезертира Василия Гавриленко, который был родом с Галичины (или Галичского уезда Костромской губернии). Была очная ставка с женой и сыновьями: старшим Иваном от первого брака, восьмилетним Остапом и пятилетним Иваном. «Первый из них повторял показание своё, а последние, целуя отца в руки и в лицо, утверждали что он в действительности их отец родной … Кармалюк отказывается, повторяя, что он не является их отцом, холост, что он не Устим Кармалюк, а Василий Гавриленко».
После заточения в Каменец-Подольской крепости Кармалюк вместе с другими заключёнными организовал свой четвёртый побег. 12 марта 1823 года, при попытке к бегству, был ранен, затем схвачен и прикован к каменному столбу в башне Юлия II (Папской, позже названной Кармалюковой).
Всего за 1813—1822 годы жертвами были преимущественно крестьяне (24 документально доказанных случая: 15 краж, девять разбойных нападений, поджог, убийство), евреи-арендаторы и корчмари. Шляхтичи пострадали только от одного нападения и двух поджогов. Всего зафиксировано 35 преступных действий. Непосредственное участие в них принимали 13 человек, нападения обычно осуществляли три-четыре человека.
В апреле 1823 года на Каменецком майдане Кармалюк «наказан 101-м ударом кнута, ему вновь выжжено клеймо на лбу, после чего сослан в вечную каторгу в Сибирь». Жена Кармалюка «наказана розгами на площади в городе Литине и четырёхнедельным арестом» за укрывательство мужа. Следующие два года Кармалюк вместе с другими каторжанами провёл в пешем конвоировании в Тобольск. В 1825 году из Тобольской каторжной тюрьмы переведён в Ялуторовск. Вскоре он опять бежал, но был схвачен и приговорён к ещё более суровым условиям содержания.
Следующий побег — один из самых знаменитых задокументированных случаев. Осенью 1825 года, во время ночной бури, Кармалюк выломал решётку, собрал рубашки всех сокамерников и связал их в длинный канат. К концу каната привязал камень и перебросил его через тюремный частокол. При помощи этого подвесного моста прямо из окна за изгородь друг за другом бежали все каторжники — к утру камера была пуста.
На Подолье добрался весной 1826 года. Осуществил ряд нападений на корчмарей и помещиков. За полгода в окрестностях Бара, где промышлял Кармалюк, было украдено 2 тыс. волов и 400 лошадей, не считая домашних вещей и одежды. Корчмари скупали по дешёвке, а потом перепродавали, пользуясь своими связями. Лисью шубу у разбойников они принимали по 4 злотых, коня — по 2 рубля. А за вола давали 10 злотых. Василий Добровольский был арендатором трактовой корчмы под лесом на полях села Ходак, а его жена стала любовницей Кармалюка.
В июне 1827 года, из-за измены шляхтича Антония Ольшевского, Кармалюк и его сообщники Василий Добровольский и Илько Скотинчук были схвачены помещиком Феликсом Янчевским в селе Кальна-Деражня. Шляхте помогли местные крестьяне, которым связанный Кармалюк крикнул в отчаянии: «Почему же вы их (то есть панов) не вяжете за то, что они вас притесняют?». Это единственное зафиксированное в документальных источниках высказывание, которое можно воспринять как призыв бороться с помещиками. Военная команда в количестве 50-ти солдат доставила закованного в кандалы народного мстителя в город Летичев.
В начале декабря 1827 года Устим переведён из Летичевской тюрьмы в Литинскую, где было продолжено следствие. Была попытка побега и бунт в тюрьме в декабре 1827 года. Бунт был вызван отказом тюремного начальства позволить Кармалюку свидание с сидевшей здесь же полюбовницей Марией (или Магдаленой) Добровольской. Он выломал дверь и пошёл к любовнице. А когда её перевели на гауптвахту, начал подстрекать заключённых к бунту. Не получив поддержки, отобрал у них суточные пайки хлеба и забаррикадировался с двумя соучастниками. На четвёртый день бунтовщики смирились: Василий Добровольский (муж Марии) и Сотничук были закованы в кандалы, а Кармалюк, вопреки официальному запрету, прикован «на цепи к столбу в камере».
В марте 1828 года Кармалюк осуждён главным Подольским судом к наказанию 101-м ударом кнута, Скотинчуку и Добровольскому — по 50 ударов, Добровольской — 25. И всем — пожизненная каторга. 180 менее виновных отдали в солдаты или сослали в Сибирь, а остальных просто выпороли, в том числе и шляхтича Ольшевского. Кармалюк был отправлен на Боровлянский каторжный винокуренный завод (с 1830 года — стеклозавод) в деревне Боровлянка Курганского уезда Тобольской губернии (ныне село в Белозерском муниципальном округе Курганской области). В 1829 году совершил побег.
В январе 1830 года задержан в Нежине «за неимением письменного вида». Поверив, что это дезертир Павел Богданов, подвергли наказанию в Екатеринославском ордонанс-хаузе в 100 шпицрутенов, затем отправлен на военную службу в Новгородскую губернию в Архангелогородский пехотный полк. Неудачный побег. В конце года последовал новый арест в селе Новая Синява экономом Секлецким. Устим заключён в Литинскую тюрьму.
В декабре 1831 года Литинский уездный суд постановил наказать разбойника 101-м ударом и сослать на каторжные работы.
В апреле 1832 года Кармалюк разобрал потолок в своей камере и сбежал из Литинской тюрьмы.
После 1825 года беглый каторжник Кармалюк был самой авторитетной фигурой в подполье Подолья. Территория действий сообщников Кармалюка расширялась — вплоть до Балтского уезда Подольской губернии и Бессарабской области на юге и до Волынской губернии и Киева на севере. Исследователи считают, что это было связано с торговлей крадеными лошадями. Было совершёно 74 преступления. В 31 случае они были направлены против крестьян (1 убийство, 6 разбойных нападений, 24 кражи), в 17 — против мещан-торговцев (1 убийство, 3 кражи, 13 разбоев), в 22 — против шляхтичей (1 убийство, 5 разбойных нападений, 16 краж), в четырёх — против духовенства различных конфессий (кражи). Непосредственное участие принимало около полусотни человек (в некоторых нападениях было до десятка участников с огнестрельным оружием). Едва ли не самый крупный «улов» — сундучок с деньгами случайно пострадавшего в 1833 году при ограблении корчмы подполковника в отставке Дембицкого, в котором было 400 червонцев, 200 рублей серебром и 175 рублей ассигнациями — где-то пропал бесследно: даже угроза Кармалюка сообщникам «пальцы стеклом стругать» не помогла найти пропажу.
Говорили даже, что какое-то время Кармалюк отошёл от разбоя и батрачил на каком-то хуторе. Там его нашёл давний соратник П. Копчук (за четыре дезертирства наказанный в общей сложности 4 500 ударами шпицрутенов) и уговорил вновь принять атаманство.
В 4 часа ночи 10 (22) октября 1835 года Кармалюк был убит выстрелом в голову из засады 18-летним шляхтичем Ф. Рутковским в доме Елены Процюк в деревне Коричинцы Шляховые (Путевые Кориченцы) Деражнянской волости Летичевского уезда Подольской губернии, ныне село Волосское входит в  Деражнянскую городскую общину (укр. Деражнянська міська громада) Хмельницкого района Хмельницкой области Украины. По преданию убит не пулей, а серебряной «заказной» пуговицей — только так можно было убить «колдуна», которым считали Кармалюка. Пойманный сообщник Кармалюка, Пётр Копчук, сообщил об Елене Процюк, чей муж был схвачен местным помещиком Волянским за укрывательство Кармалюка и его людей. Она уведомила местные власти об ожидаемом приходе Устима. И он, хотя и был предупреждён о слежке, всё-таки пришёл на встречу с местным своим подручным, чтобы уточнить план нападения на помещика Волянского для вызволения арестованного мужа Елены Процюк. По утверждению исследователя С. Якимовича, услышав об угрозе нападения, пан Волянский поспешил за помощью к соседу, пану Хлопицкому. Того дома не было, зато у его дочери гостил жених — Рутковский. Она уговорила сделать засаду в хате Елены Процюк, для чего было собрано 5 человек. По преданию, Ф. Рудковский удостоился личной встречи с Николаем I в Санкт-Петербурге, на которой был пожалован бриллиантовым перстнем и получил пожизненное освобождение от уплаты налогов. После того как Кармалюка убили, Прокопа (мужа Елены) суд приговорил к высылке в Сибирь, а его жену помиловал.
С целью устрашения непокорных крестьян растерзанное тело Кармалюка ещё долго возили по городам и сёлам. Похоронили его за пределами летичевского кладбища (настоящее место погребения так и не известно) без христианского обряда в городе в Летичеве Летичевского уезда Подольской губернии, ныне посёлок городского типа — административный центр Летичевскской поселковой общины (укр. Летичівська селищна громада) Хмельницкого района Хмельницкой области Украины. Официальная канцелярская запись об его смерти заканчивалась следующими словами: «Сим образом кончил жизнь свою славный злодеяниями Кармалюк, наказанный три раза шпицрутеном, а три раза кнутом, столько же раз бежавший из каторжной работы, непокоивший многие годы здешнюю округу, имевший чрезвычайные и даже неимоверные почти связи с крестьянами, сделавшийся, сказать можно, водрузителем всего зла и сим ввергший многих простолюдинов в пагубу и самое даже суеверное всеобщее об его силах и могуществе мнение».

## Последующие мнения о Кармалюке
В советской историографии Устим Кармалюк был представлен как герой украинского национально-освободительного и антифеодального движения. В 1830—1835 крестьянское движение, вызванное действиями отрядов Кармалюка, охватило всё Подолье, соседние с ним районы Бессарабии и Киевщины. В восстании принимали участие около 20 тысяч человек. На протяжении 23 лет борьбы крестьянские отряды Кармалюка совершили более тысячи нападений на помещичьи усадьбы. Захваченные у помещиков деньги и ценности раздавались крестьянским беднякам. В повстанческом движении принимали участие не только украинцы, но и евреи — Аврум Ель Ицкович, Абрашко Дувидович Сокольницкий, Арон Виняр и Василий Добровольский, а также поляки Ян и Александр Глембоцкие, Феликс Янковский и Александр Витвицкий. Ни один из них на допросах и очных ставках не предал Кармалюка, за что некоторые из них были казнены, а другие высланы в Сибирь. Для борьбы с восставшими российское правительство в ноябре 1833 года создало Галузинецкую комиссию, которую возглавлял чиновник по особым поручениям Визерский. Комиссия зафиксировала более 1 тыс. нападений отрядов кармалюковцев на помещиков, отдала под суд более 700 человек. Допросив 700 лиц, правительственная комиссия постановила, что Кармалюк поднял на борьбу до 20 тысяч повстанцев.

## Внешний вид
До наших времён дошло лишь описание внешности Кармалюка. По словам свидетелей и очевидцев, Кармалюк был не очень высокого роста (по полицейскому отчету «2 аршина и 6 вершков», то есть 171 сантиметр), но широкоплеч, чрезвычайно силён, отличался незаурядным умом, немного говорил по-польски и совершенно свободно — по-украински. Учитывая тот факт, что Устим был родом из Подолии, то по мнению современных украинских авторов, «по московски» он говорил с сильным акцентом. Однако это противоречит тому факту, что Кармалюк при одном из арестов успешно выдал себя за уроженца Галича Костромской губернии. Современники подчёркивали ухоженность Кармалюка, привычку бриться и одеваться как шляхтич. По словам польского историка Иосифа Ролле, именно на панской службе приобрёл привычку к щёгольству, крестьянскую свитку заменил «венгеркой», которая во всех судебных актах значится «польской чемеркой (пол. Czamara)».
Известны три портрета У. Кармалюка кисти Василия Андреевича Тропинина, хранящиеся в Нижнетагильском музее изобразительных искусств, Государственной Третьяковской галерее и Русском музее.
В описи вещей убитого Кармалюка значится маленький зелёный мешочек с сапожными гвоздиками: он зарабатывал пошивом и ремонтом обуви, туалетные принадлежности и девять рублей серебром. Он был в кожухе, польской чемерке, высоких сапогах, имел при себе кисет с табаком, мешочек с пуговицами, ножницы, носовой платок, два пистолета, кинжал и пику: «Лицо овальное, выбритое, подстриженные усы, светлые волосы, зачёсанные по-шляхетски, с пробором сбоку, орлиный нос, чело высокое — на нём два следа клейма, на плечах и спине следы рубцов от кнутов, в нижней челюсти недоставало двух передних зубов».

## Память
- Село Кармалюковка в Балтском районе Одесской области — до 7 сентября 1946 года — Фернатия.
- Село Кармалюково в Жмеринском районе Винницкой области — до 15 октября 1955 года — Головчинцы.
- Улицы, названные в честь Устима Кармалюка есть в Бердянске, Броварах, Виннице, Волочиске, Дрогобыче, Житомире, Жмеринке, Золочеве, Ивано-Франковске (Улица Кармелюка[укр.]), Ильинцах (Улица Устима Кармелюка[укр.]), Калиновке, Кармалюково, Киеве (Улица Устима Кармелюка[укр.]), Ковеле, Краматорске, Кривом Роге, Луганске, Полтаве, Смеле, Стрые, Сумах, Тернополе, Ужгороде, Хмельницком, Черновцах.
- В 1974 году в Летичеве был установлен 5-метровый памятник. Скульптор В. Зноба, архитектор И. Шмульсон — 49°22′53″ с. ш. 27°37′06″ в. д.HGЯO
- Мемориальная доска на башне № 11 (Папская башня, башня Кармелюка) Каменец-Подольской крепости, Хмельницкая область, город Каменец-Подольский — 48°40′22″ с. ш. 26°33′49″ в. д.HGЯO
- Мемориальная доска на тюремном замке города Нежина, ныне наркологический диспансер и станция скорой помощи, Черниговская область, город Нежин, ул. Покровская, 18а — 51°02′54″ с. ш. 31°53′33″ в. д.HGЯO
- Кармалюкова гора с пещерой Кармалюка около села Загнитков Подольского района Одесской области — 48°02′53″ с. ш. 28°51′44″ в. д.HGЯO
- Грот Кармалюка в селе Валя-Адынкэ (Приднестровье)[2][5].
- Литинский краеведческий музей имени Устима Кармалюка (укр. Літинський краєзнавчий музей імені Устима Кармалюка), пос. Литин, Винницкая область, Украина
- В 1986 году выпущены почтовый художественный маркированный конверт и спецштемпель, посвящённые У. Я. Кармалюку, а в 1975, 1985 и 1991 годах — памятнику У. Я. Кармалюку в городе Летичеве.

- Конверт СССР
- Почтовый конверт, 1975 год, художник Л. Надточай
- Почтовый конверт, 1985 год, художник В. Коновалов
- Почтовый конверт, 1986 год, художник Г. Комлев
- Почтовый конверт, 1991 год, художник В. Коновалов

### Музыка
- Владимир Яковлевич Йориш — опера «Кармелюк» (1929)
- Валентин Григорьевич Костенко — опера «Кармелюк» (1930)
- Кирилл Григорьевич Стеценко — опера «Кармелюк» (1905—1911)

### Кино
- Кармалюк — художественный кинофильм (1931), режиссёр Фауст Лопатинский, в главной роли Степан Шагайда.
- Кармелюк — художественный кинофильм (1938), режиссёр Георгий Тасин, в главной роли Александр Хвыля.
- Кармелюк — телесериал (1985), режиссёр Григорий Кохан, в главной роли Иван Гаврилюк.
- Устим Кармелюк — Украинский Робин Гуд 1 (телесериал, (2017)
- Устим Кармелюк — Украинский Робин Гуд 2 (телесериал, (2020)

## Семья
- Отец Яким Трофимов сын Карман (Карманюк; ок. 1742 — 3 (15) июня 1809)
- Мать Елена (Олёна) Васильевна (ок. 1751 — 30 января (11 февраля) 1806)
- Мачеха (вторая жена отца) — Мария Ивановна вдова Трофимова (Трохимиха), вышла замуж за Якима 13 (25) мая 1806
- Братья и сёстры:
  - Брат Николай (Микола) (умер 22 декабря 1783 (2 января 1784))
  - Сестра Мария, 24 января (4 февраля) 1798 вышла замуж за Дмитрия Ивановича Шарповского из Ярошева
  - Братья Лука и Лука: родились 13 (24) октября 1782 и 19 (30) октября 1784, один из них умер 2 (13) января 1787, про другого больше нет сведений
  - Брат Иван, крещён 29 августа (9 сентября) 1789, умер 17 (28) января 1796
  - Сёстры-близнецы Оксана и Фросима, крещёны 23 февраля (6 марта) 1793, Фросима умерла 9 (20) декабря 1795, Оксана вышла замуж за Данилу Хрона
  - В Исповедальной росписи за 1798 год к семье Якима и Елены Карманюков как их дети были приписаны: Константин — 18 лет, Василий — 6 лет и Аврам — 2 лет.
- 1-я жена Евдокия (Явдоха) Петровна Ясишина, по данным метрических книг: на момент свадьбы (28 января (9 февраля) 1806 года) ей 18 лет, на момент смерти (13 (25) мая 1809 года) ей 23 года.
  - Дочь Анастасия (родилась 29 октября (10 ноября) 1806, крещёна 8 (20) ноября 1806, умерла 4 (16) июня 1810)
  - Сын Иван (родился 30 января (11 февраля) 1808, крещён 1 (13) февраля 1808, умер в Литинской тюрьме в августе 1834 года)
- 2-я жена Мария Антоновна Щербань (крещёна 29 января (9 февраля) 1790, вышла замуж 24 января (5 февраля) 1811)
  - Сын Остап (родился 22 февраля (5 марта) 1812, крещён 24 февраля (7 марта) 1812, побывал в тюрьме)
  - Сын Иван (родился 4 (16) мая 1815, крещён 8 (20) мая 1815, впоследствии определён в «школу московскую»)
  - Сын Тарас (родился и крещён 25 февраля (9 марта) 1821, впоследствии значился «в бегах»)
- Дядя — Кирилл Трофимович Карманюк (умер 10 (22) мая 1810 в возрасте 50 лет), у него сын Николай (Микола, крещён 4 (15) декабря 1782)

Прямые наследники этого рода в Головчинцах (все от Остапа) до 1955 года так и оставались Карманюками. А когда село переименовали в Кармалюково, то их всех переписали как Кармалюков.